# Björkhagen (stacja metra)
Björkhagen – powierzchniowa stacja sztokholmskiego metra, leży w Sztokholmie, w Söderort, w dzielnicy Skarpnäck, w części Björkhagen. Na zielonej linii metra T17, leży między Hammarbyhöjden a Kärrtorp. Dziennie korzysta z nich około 3 400 osób.
Stacja znajduje się równolegle do Malmövägen, między Falsterbovägen. Posiada jedno wyjście przy Malmövägen na wysokości Helsingborgsvägen. 
Stację otworzono 19 listopada 1958. Ma jeden peron.

## Sztuka
- Relief w hali biletowej, Lenka Jonesson, 1991
- Rzeźba na peronie, wizualizuje nazwę stacji, trzy brzozowe pnie w sześcianie,

## Czas przejazdu
| Linia | Stacja    | Czas przejazdu | Stacja                                                   | Czas przejazdu                   |
| T17   | Åkeshov   | 35 min         | Skärmarbrink Gullmarsplan Slussen Gamla stan T-Centralen | 4 min 6 min 10 min 11 min 15 min |
| T17   | Skarpnäck | 6 min          | Skärmarbrink Gullmarsplan Slussen Gamla stan T-Centralen | 4 min 6 min 10 min 11 min 15 min |

## Otoczenie
W najbliższym otoczeniu stacji znajdują się:
- Björkhagens skola
- Markuskyrkan
- Nedre Myren